# Camille Janssen
Camille Janssen (5. december 1837 i Liège – 10. april 1926) var en belgisk koloniembedsmand.
Janssen blev 1867 prokurør i Bruxelles og 1872 ansat ved legationen i Konstantinopel. 1875–78 var han medlem af den internationale domstol i Alexandria og 1882–85 generalkonsul i Quebec; sendtes 1885 til fristaten Congo for at ordne dens forvaltning, var 1887–90 generalguvernør for den ny stat og styrede derefter i tre år fra Bruxelles dens finanser. 1894 blev han generalsekretær ved
Institut colonial international, men tog desuden del i styrelsen af flere store belgiske aktie- og jernbaneselskaber.